# Pics de Comaltes
El Pic de Comaltes és una muntanya que es troba en el terme municipal de la Vall de Boí a l'Alta Ribagorça, dins del Parc Nacional d'Aigüestortes i Estany de Sant Maurici.

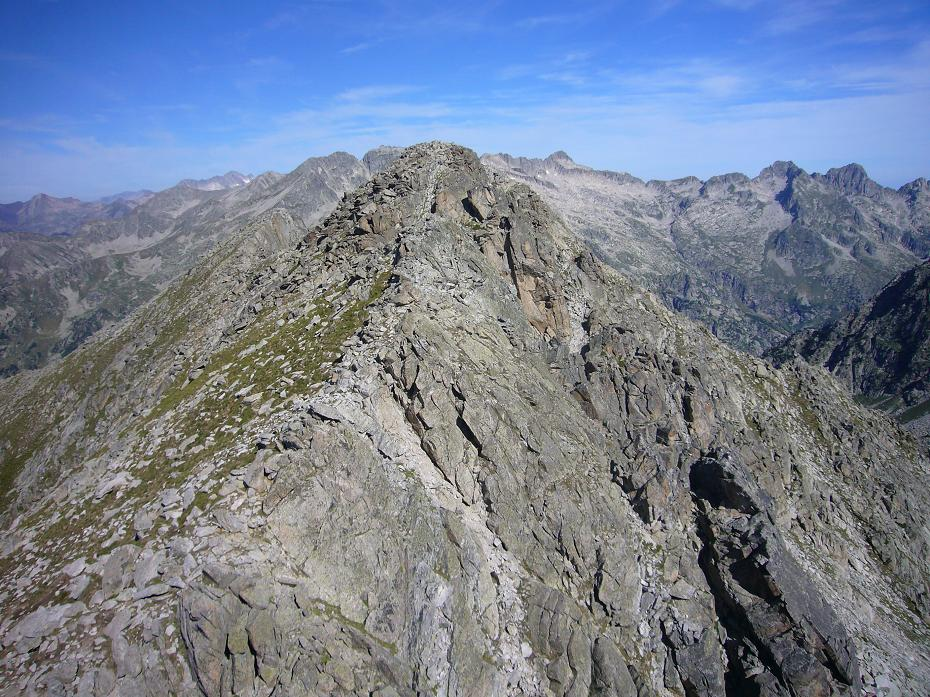
Pic de Comaltes, vist des del més oriental dels Pics de Comaltes.

El pic de 2.781,0 metres està situat a l'oest del Bony d'Aigüissi, a la carena que separa la Vall de Comalesbienes al nord i Comaltes al sud.
A la carena hi ha altres tres pics de menor alçada que juntament amb el principal, constitueixen els Pics de Comaltes: l'occidental de 2.765,4 metres, a l'est del principal; un de 2.768,0 metres, a l'oest; i el més oriental de 2,770,4 metres,tancant la carena. Aquest últim també és el punt més alt de la carena que limita Comaltes (a l'oest) i Aigüissi (a l'est).

## Rutes[2]
Des del km 18 de la carretera L-500, anant a buscar la carena del Serrat del Colomer al sud-est, i carenant cap al nord-est pel serrat, el Campo, Tuc del Coll Arenós i Coll Arenós.